# Estnische Badmintonmeisterschaft 1969
Die Estnische Badmintonmeisterschaft 1969 war die 5. Austragung der Titelkämpfe.

## Medaillengewinner
| Disziplin    | Gold                               | Silber                                | Bronze                            |
| ------------ | ---------------------------------- | ------------------------------------- | --------------------------------- |
| Herreneinzel | Jaak Nuuter, Tallinn               | Urmas Pau, Tallinn                    | Heino Aunin, Tartu                |
| Dameneinzel  | Reet Valgmaa, Tartu                | Skaidrite Nurges, Tallinn             | Riina Valgmaa, Tartu              |
| Herrendoppel | Jaak Nuuter Urmas Pau, Tallinn     | Jüri Tarto Raivo Kristianson, Tallinn | Boris Bogovski Heino Aunin, Tartu |
| Damendoppel  | Reet Valgmaa Riina Valgmaa, Tartu  | Skaidrite Nurges Tiina Ambur, Tallinn | Helgi Kana Reet Põldma, Tallinn   |
| Mixed        | Boris Bogovski Reet Valgmaa, Tartu | Urmas Pau Tiina Ambur, Tallinn        | Heino Aunin Riina Valgmaa, Tartu  |